# Marie Duval
Marie Duval, pseudonimo di Isabelle Émilie de Tessier (Marylebone, 1847 – Wandsworth, 1890), è stata una disegnatrice britannica di origine francese.

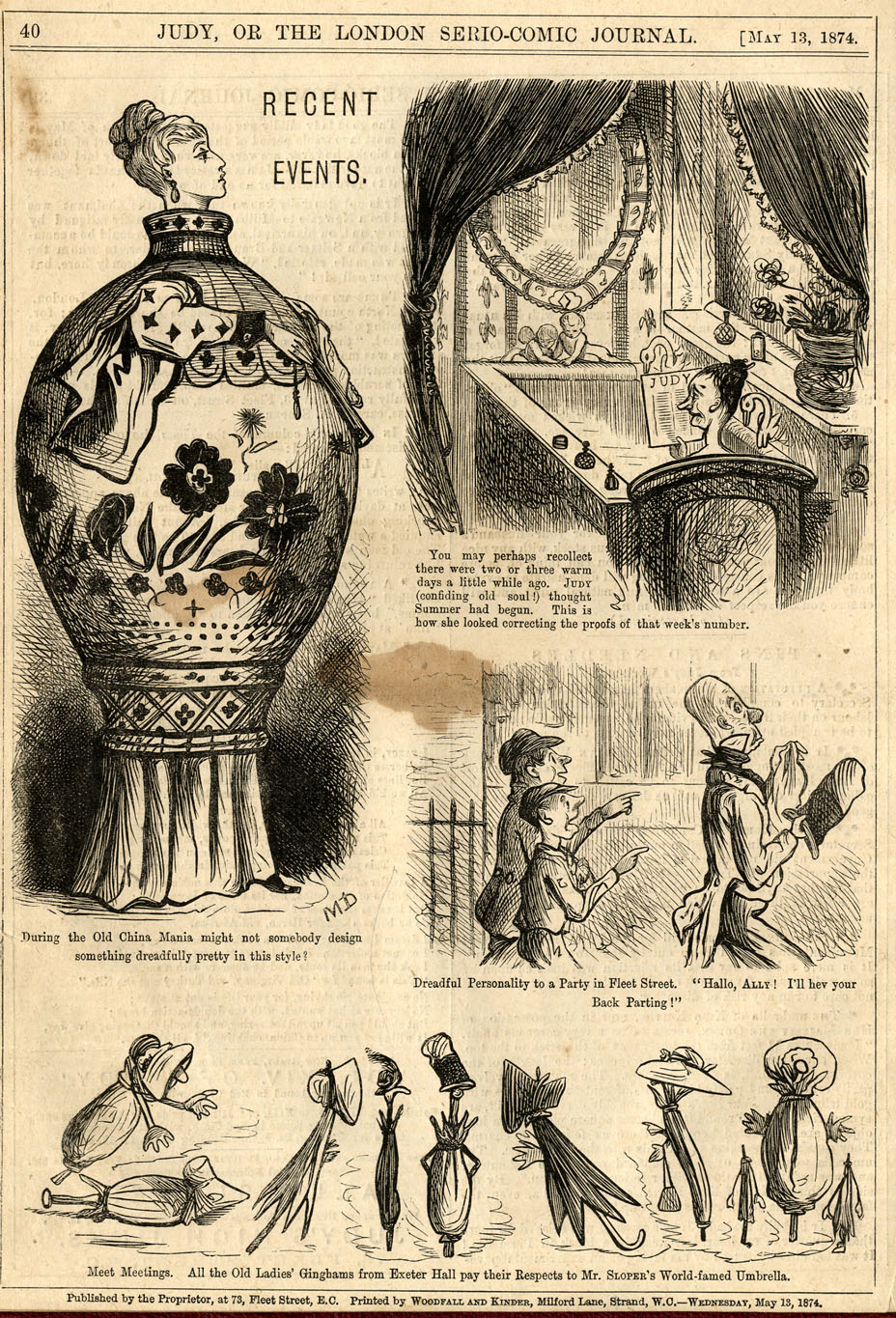
Marie Duval, Ally Sloper, Recent Events (1874).

Era moglie dell'artista inglese Charles Henry Ross, autore e sceneggiatore di Ally Sloper che lei rappresentò graficamente usando come pseudonimo "Marie Duval"; è considerata una delle prime donne disegnatrici di fumetti della storia.